# Tranvia Bari-Carbonara-Ceglie
La tranvia Bari-Carbonara-Ceglie fu costruita nel 1909 come collegamento extraurbano fra Bari e i sobborghi a sud della città, al tempo comuni autonomi. Nel 1928 gli stessi furono integrati nel capoluogo e conseguentemente la linea, che nel frattempo visse diversi cambiamenti di gestione, divenne parte integrante della rete urbana fino alla sua trasformazione in filovia, avvenuta nel 1952.

## Storia

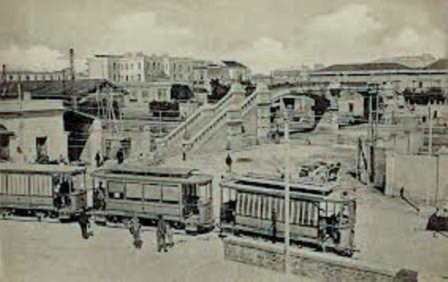
Tram in via Giuseppe Capruzzi, poco distante dal capolinea

Il 12 aprile 1908 la Società Elettrica Barese (SEB), azienda che aveva dotato di pubblica illuminazione la città, avanzò istanza per la costruzione e l'esercizio di "una tranvia a scartamento di un metro da Bari per Carbonara a Ceglie con trazione elettrica". Il progetto esecutivo dell'opera fu approvato dal Consiglio superiore dei lavori pubblici il 18 agosto 1909.
Il 26 luglio 1909 veniva dunque inaugurata la linea che da piazzetta Sant'Antonio conduceva a Carbonara e Ceglie.
Il 1º settembre 1919 la SEB sospese i servizi, i quali furono municipalizzati e affidati in gestione alla nuova azienda Tranvie Elettriche Municipali (TEM) con decorrenza 16 agosto 1921.
I comuni di Carbonara di Bari e Ceglie del Campo furono aggregati al Comune di Bari, quali frazioni, con Regio Decreto n.364 del 16 febbraio 1928; su domanda avanzata dalla direzione
delle Tramvie Elettriche Municipali di Bari la tranvia venne dunque "declassata" con Regio decreto n. 761 del 28 aprile del medesimo anno e inserita come linea 4 della rete urbana di Bari.
L'ultimo cambiamento di amministrazione avvenne nel 1938: nel giugno di tale anno l'appalto, successivamente rinnovato nel 1946, per la gestione dei servizi di trasporto urbano fu affidata alla SAER, società già attiva in diverse altre città e province italiane. Il 1º luglio la stessa SAER inaugurò le prime due linee circolari del servizio filoviario.

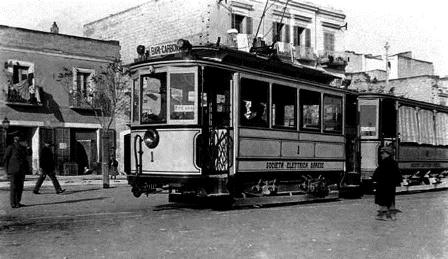
Tram per Carbonara nel 1919

Il periodo che segue è caratterizzato da un crescente malcontento che non risparmia i servizi pubblici, portando le cronache locali a registrare che "(...) alcune linee, come la Bari-Carbonara-Ceglie, (...) sono servite così male da far pensare più a carri per trasporto bestiame che a servizio per il trasporto pubblico". La situazione per la tranvia migliora paradossalmente nel 1948, quando in occasione dello smantellamento della rete urbana 
fu recuperato materiale, fra cui le più moderne vetture fino ad allora impiegate sulla linea del Lido, che consentì il potenziamento della linea di Carbonara; contestualmente il servizio divenne più celere e più frequente, in virtù di alcuni raddoppi di binario che furono realizzati.
Nel 1952, in un clima generale sfavorevole alla presenza di sistemi di trasporto su rotaia, la tranvia venne definitivamente chiusa e trasformata nella linea filoviaria 4, inaugurata il 12 marzo dello stesso anno.

## Caratteristiche tecniche
La tranvia, realizzata a scartamento metrico come il resto della rete urbana, misurava 6,968 km di percorso ed era elettrificata alla tensione continua di 550 volt
Il percorso, che durante gli anni venne progressivamente raddoppiato su strada rinnovata e rettificata, si snodava da piazzetta sant'Antonio, poco a est rispetto alla stazione ferroviaria per poi, sottopassata la ferrovia Adriatica e interessata l'extramurale Capruzzi, si immetteva in corso Benedetto Croce sulla lunga direttrice, attuale corso Alcide De Gasperi, che attraversando il quartiere Carrassi conduceva a Carbonara di Bari e Ceglie del Campo.